# Cuba (Portugal)
Cuba es una villa portuguesa perteneciente al Distrito de Beja, región del Alentejo y comunidad intermunicipal del Bajo Alentejo, con cerca de 3100 habitantes.
Es sede de un municipio con 171,32 km² de área y 4374 habitantes (2021), subdividido en 4 freguesias. El municipio limita al norte con el municipio de Portel, al este con Vidigueira, al sur con Beja y al oeste con Ferreira do Alentejo y con Alvito.

## Demografía
| Gráfica de evolución demográfica de Cuba entre 1801 y 2021 |
|                                                            |
| Datos según el nomenclátor publicado por el INE portugués. |

## Freguesias
- Cuba
- Faro do Alentejo
- Vila Alva
- Vila Ruiva